# Fleetwood Mac (musikalbum, 1975)
Fleetwood Mac (ibland kallat The White Album) är ett musikalbum av Fleetwood Mac ifrån 1975. Skivan hamnade på första plats på tidningen Billboards topplista. Den har sålts i mer än 1 miljon exemplar och den innehöll tre Top Twenty singlar: "Rhiannon", "Over My Head" och "Say You Love Me".
Innan Fleetwood Mac hade släppt den här skivan så hade de dittills bara sålt runt en kvarts miljon skivor. Det här framgångsrika album gjorde dem till stjärnor över hela världen, och de fick ännu flera fans och lyssnare med deras kommande album: "Rumours". Detta var det andra albumet med det nya band som bildades efter att det ursprungliga bandet splittrats.
Originalgänget från 1967(?) var Peter Green, gitarr, Jeremy Spencer, gitarr, John Mcvie, bas samt Mick Fleetwood, trummor. De första skivorna var starkt influerade av blueslegenden Elmore James men efterhand ändrad bandet sin inriktning något. Då kom också hitsen Man of the world, Oh well samt instrumentala Albatross.
1975 splittrades bandet och John Mcvie och Mick Fleetwood sparkade igång den som blev den mest kända upplagan av Fleetwood Mac.

## Låtlista
1. "Monday Morning" (Lindsey Buckingham) - 2:48
2. "Warm Ways" (Christine McVie) – 3:54
3. "Blue Letter" (Richard Curtis/Michael Curtis) – 2:41
4. "Rhiannon" (Stevie Nicks) – 4:11
5. "Over My Head" (Christine McVie) – 3:38
6. "Crystal" (Stevie Nicks) – 5:14
7. "Say You Love Me" (Christine McVie) – 4:11
8. "Landslide" (Stevie Nicks) – 3:19
9. "World Turning" (Lindsey Buckingham/Christine McVie) – 4:25
10. "Sugar Daddy" (Christine McVie) – 4:10
11. "I'm So Afraid" (Lindsey Buckingham) – 4:22

## Fleetwood Mac
- Stevie Nicks - sång
- Lindsey Buckingham - gitarr, sång
- Christine McVie - keyboards, synthesizer, sång
- John McVie - bas
- Mick Fleetwood - percussion, trummor

Andra medverkande
- Waddy Wachtel - gitarr på "Sugar Daddy"

## Listplaceringar
| Lista (1975)   | Position              |
| -------------- | --------------------- |
| Australien     | 3 (Kent Music Report) |
| Kanada         | 3 (RPM)               |
| Norge          | 3 (VG-lista)          |
| Storbritannien | 23 (UK Albums Chart)  |
| USA            | 1 (Billboard 200)     |